# Лоне (Німеччина)
Лоне (нім. Lohne) — місто в Німеччині, розташоване в землі Нижня Саксонія. Входить до складу району Фехта .
Площа — 90,78 км2. Населення становить 27 387 ос. (станом на 31 грудня 2021).

## Географії

### Адміністративний поділ
Місто  складається з 22 районів:
- Бокерн
- Брегель
- Бреттберг
- Брокдорф
- Гамберг
- Гопен
- Крімпенфорт
- Кроге-Ерендорф
- Лерхенталь
- Лонервізен
- Мершендорф
- Маєрфельде
- Моркамп
- Мюленкамп
- Нордлоне
- Рісель
- Шеллоне
- Зюдлоне
- Фосберг
- Фульгоп
- Віхель
- Церузен